# Елена Ингилизова
Елена Ингилизова (на гръцки: Ελένη Ίγγιλιτζή) e гръцка революционерка, деятелка на Гръцката въоръжена пропаганда.

## Биография
Родена е в 1875 година във Воден в семейството на А. Печивов (Ά. Πετσίβας). Жени се за Иван Ингилизов (Ιωάννης Τγγιλιτζής). Къщата им става таен център на гръцката въоръжена пропаганда, като в нея се складират храни и оръжия. Елена Ингилизова ръководи преноса на оръжие в града. Когато през януари 1908 година раненият гъркоманин четник Васили Стойков (Βασίλειος Στόικος) от Струмица нощува в къщата им, българите го предават на турците, но Елена го спасява, като го преоблича в свещенически дрехи. Елена Ингилизова организира и гъроманките във Воден да бродират с ЕМ (Елада-Македония) на палтата на гръцките четници.